# 조건문

If 플로 다이어그램.

If-then-else 플로차트.

컴퓨터 과학에서 조건문(條件文, conditional)이란 어떤 조건이 주어질 때 어떤 동작을 수행하도록 하는, 즉 주어진 조건의 만족 여부에 따라 선택적으로 실행하고자 할 때 사용되는 문장이다. 조건이라고 하는 논리식(부울 표현식)의 값에 따라 계산이나 동작을 수행하거나 다른 값을 반환하는 프로그래밍 언어 구문이다.

## C 언어에서의 조건문
C에서는 if를 사용하여 조건문을 만든다. if의 조건이 참이 아닐 때 수행할 동작은 else 문에서 지정 가능하며, if와 else 사이에 else if를 통해 새로운 조건을 넣을 수 있다. C의 영향을 받은 C++, 자바 등도 같은 형식을 따른다.
```
#include
 
<stdio.h>

int
 
main
(
void
){

     
int
 
a
 
=
 
2
,
 
c
 
=
 
5
;

     
if
(
a
 
==
 
c
){

          
printf
(
"a는 c와 같다."
);

     
}

     
else
 
{

          
printf
(
"a는 c와 다르다."
);

     
}

     
return
 
0
;

}

```

이 소스는 a라는 변수에 2를 저장하고 c라는 변수에 5를 저장한 뒤, a와 c가 같은지 확인하고 출력한다. 이 소스는 밑의 소스처럼 좀 더 줄일 수 있다.
```
#include
 
<stdio.h>

int
 
main
(
void
){

     
int
 
a
 
=
 
2
,
 
c
 
=
 
5
;

     
a
 
==
 
c
 
?
 
printf
(
"a는 c와 같다."
)
 
:
 
printf
(
"a는 c와 다르다."
);

     
return
 
0
;

}

```

위의 소스는 삼항 연산자를 사용해 if를 사용한 소스와 같은 동작을 수행하는 프로그램을 작성한 것이다. 그러나 이 소스는 else if처럼 다른 조건에서 동작하는 지의 여부를 알 수 없다.
```
#include
 
<stdio.h>

int
 
main
(
void
){

     
int
 
a
 
=
 
2
,
 
c
 
=
 
5
;

     
if
(
a
 
>
 
c
){

          
printf
(
"a는 c보다 크다."
);

     
}
 
else
 
if
(
a
 
<
 
c
)
 
{

          
printf
(
"a는 c보다 작다."
);

     
}
 
else
 
{

          
printf
(
"a는 c와 같다."
);

     
}

     
return
 
0
;

}

```

이 소스는 else if까지 추가시켜서 만든 조건문이다.

## case와 switch 문
switch 문 (일부 언어의 경우 case 문이나 다방향 브랜치라고도 함)은 지정된 상수의 값을 비교한 다음, 일치하는 첫 상수에 따라 동작을 취한다.
| 파스칼:                                                                                            | C: | 셸 스크립트:                                                                                           |
| -------------------------------------------------------------------------------------------------- | --- | --- |
| case someChar of 'a': actionOnA; 'x': actionOnX; 'y','z':actionOnYandZ; else actionOnNoMatch; end; | switch (someChar) { case 'a': actionOnA; break; case 'x': actionOnX; break; case 'y': case 'z': actionOnYandZ; break; default: actionOnNoMatch; } | case $someChar in a) actionOnA; ;; x) actionOnX; ;; [yz]) actionOnYandZ; ;; *) actionOnNoMatch ;; esac |

## 언어별 비교 참조
| 프로그래밍 언어                  | 구조화된 if | 구조화된 if | 구조화된 if | switch 선택  | 산술 if | 패턴 일치[A]      |
| 프로그래밍 언어                  | then        | else        | else–if     | switch 선택  | 산술 if | 패턴 일치[A]      |
| -------------------------------- | ----------- | ----------- | ----------- | ------------ | ------- | ----------------- |
| 에이다                           | 예          | 예          | 예          | 예           | 아니요  | 아니요            |
| C, C++                           | 예          | 예          | 불필요[B]   | Fall-through | 아니요  | 아니요            |
| C 샤프                           | 예          | 예          | 불필요[B]   | 예           | 아니요  | 아니요            |
| 코볼                             | 예          | 예          | 불필요[B]   | 예           | 아니요  | 아니요            |
| 에펠                             | 예          | 예          | 예          | 예           | 아니요  | 아니요            |
| F#                               | 예          | 예          | 예          | 불필요[C]    | 아니요  | 예                |
| 포트란 90                        | 예          | 예          | 예          | 예           | 예      | 아니요            |
| 고                               | 예          | 예          | 불필요[B]   | 예           | 아니요  | 아니요            |
| 하스켈                           | 예          | 필요        | 불필요[B]   | 불필요[C]    | 아니요  | 예                |
| 자바                             | 예          | 예          | 불필요[B]   | Fall-through | 아니요  | 아니요            |
| ECMAScript (자바스크립트)        | 예          | 예          | 불필요[B]   | Fall-through | 아니요  | 아니요            |
| 메스메티카                       | 예          | 예          | 예          | 예           | 아니요  | 예                |
| 오베론                           | 예          | 예          | 예          | 예           | 아니요  | 아니요            |
| 펄                               | 예          | 예          | 예          | 예           | 아니요  | 아니요            |
| PHP                              | 예          | 예          | 예          | Fall-through | 아니요  | 아니요            |
| 파스칼, 오브젝트 파스칼 (델파이) | 예          | 예          | 불필요      | 예           | 아니요  | 아니요            |
| 파이썬                           | 예          | 예          | 예          | 아니요       | 아니요  | 아니요            |
| 퀵베이직                         | 예          | 예          | 예          | 예           | 아니요  | 아니요            |
| 루비                             | 예          | 예          | 예          | 예           | 아니요  | case w/ Regexp[D] |
| 스칼라                           | 예          | 예          | 불필요[B]   | Fall-through | 아니요  | 예                |
| SQL                              | 예[S]       | 예          | 예          | 예[S]        | 아니요  | 아니요            |
| 비주얼 베이직, 클래식            | 예          | 예          | 예          | 예           | 아니요  | 아니요            |
| 비주얼 베이직 닷넷               | 예          | 예          | 예          | 예           | 아니요  | 아니요            |
| 윈도우 파워셸                    | 예          | 예          | 예          | Fall-through | 아니요  | 아니요            |

## 같이 보기
- 브랜치 (컴퓨터 과학)
- 동적 디스패치
- 관계연산자
- Test (유닉스)
- 요다 조건